# Mumble
Mumble es una aplicación multiplataforma libre de voz sobre IP especializada en la multiconferencia. Sus principales usuarios son jugadores, y es similar a programas privativos como TeamSpeak y Ventrilo. Usa una arquitectura cliente-servidor donde los usuarios que quieren hablar se conectan al mismo servidor.
La meta del diseño de Mumble no es tanto crear la utilidad para juegos más elitista sino hacerla la más social. La meta es recrear la sensación y la interacción de una LAN party. Por eso Mumble tiene una interfaz de configuración muy simple y el mayor esfuerzo de ingeniería está en su gran calidad de sonido y su baja latencia.
Desde la versión 1.1.7 Mumble tiene soporte nativo para el teclado con display LCD Logitech G15.

## Seguridad
Desde la versión 1.1, toda la comunicación se cifra con cifrado TLS para asegurar la privacidad.
Los usuarios tienen la posibilidad de identificarse pues el servidor está preparado para limitar los permisos de los visitantes (modo escucha, acceso y creación de salas entre otros).
Se puede restringir el acceso a una sala con una contraseña.

## Jerarquía de canales
Un servidor Mumble (cuyo nombre es Murmur) tiene un canal principal (root) y una jerarquía de canales a partir de él. Los usuarios pueden enlazar canales para crear canales virtuales más grandes. Esto es útil para eventos largos donde un pequeño grupo de usuarios puede hablar en un canal, pero ellos necesitan poder escuchar anuncios de noticias en un canal común. También se usa para juegos en equipo en primera persona. Cada canal tiene asociado un conjunto de grupos y una lista de permisos de acceso de usuarios. El sistema de permisos es complejo dados los diferentes escenarios, y esa complejidad hace que no sea trivial configurar los servidores.

## Calidad de sonido
Mumble usa el códec de audio Opus que fue implementado desde la versión 1.2.4, el cual es el sucesor de Speex y CELT que eran los que se usaban por defecto. Mumble está optimizado para baja latencia, resultando en una comunicación más rápida (con menos retraso).
Mumble incorpora eliminación de eco, lo que permite el uso de altavoces así como de auriculares. Con algunos juegos, por ejemplo Call Of Duty, un plugin permite escuchar a otros jugadores posicionando el sonido desde el lugar virtual en el que se encuentren con respecto al usuario.

## Plugins
Existe un plugin integrado para usar con juegos. Esta capa muestra quién está hablando y en qué canal se encuentra. Desde la versión 1.0, los usuarios pueden subir sus propios avatares para representarlos, creando una experiencia mucho más personalizada. Desde la versión 1.1, esta capa funciona con la mayoría de juegos en Direct3D 9 y OpenGL en Windows, y OpenGL en Linux y MacOSX. Con la versión 1.2.0 se ha añadido soporte para Direct3D 10.

## Audio posicional
Para ciertos juegos Mumble puede permitirte escuchar a la gente con la que estás jugando desde la posición en el juego donde se encuentren. Esto no sólo da una sensación de orientación sino también de distancia. La mayoría de los juegos están soportados en este momento, o los juegos ya incluyen ellos mismo vía la interfaz llamada Link plugin.
Hay una lista de juegos que soportan audio posicional. Se puede encontrar en aquí Archivado el 4 de agosto de 2014 en Wayback Machine..

## Integración de servidores
Mumble está especialmente diseñado para dar una estructura social a juegos. Por eso, el servidor es totalmente controlable sobre D-Bus o Ice.
Se pueden crear canales, mover a usuarios e incluso se puede crear servidores virtuales. Se incluye un ejemplo que muestra cómo usar esta integración para conectar un servidor a uno de Battlefield 2 que automáticamente pone a los usuarios en canales de acuerdo al equipo y squad adecuados. Otro ejemplo se incluye cómo autenticar los usuarios conectados a través de una base de datos phpBB3 que evitará la duplicación de información relativa a usuarios y contraseñas.